# Јагуар (авион)
Јагуар је британско-француски борбени авион, првенствено је намењен за подршку. Коришћен је од стране британског и француског ратног ваздухопловства у непосредној ваздушној подршци и намењен за евентуалне нуклеарне нападе. Касније је уведен у оперативну употребу индијског и оманског ратног ваздухопловства.
Конципиран је 1960. године, као авион са млазним мотором за обуку, са могућношћу лаког борбеног дејства ваздух-земља, убрзо су му промењени захтеви за намену, па су укључене надзвучне перформансе, извиђање и тактички нуклеарни напади. Планирана је и морнаричка варијанта и за француску оперативну употребу, али то је отказано, у корист њиховог јефтиније Супер етендарда. „Јагуар“ је производила међудржавна корпорација SEPECAT (фр. Société Européenne de Production de l'avion École de Combat et d'Appui Tactique), основана на основу коперације францког Брегеја и британских ваздухоловних фирми, као резултат једне од првих сарадњи ових држава на војним програмима.
„Јагуар“ је извезен у Индију, Оман, Еквадор и Нигерију. Оперативно је коришћен у бројним сукобима и војним операцијама у Мауританији, Чаду, Ираку, Босни и Пакистану, а био је потенцијално спреман за нуклеарна дејства снага Уједињеног Краљевства, Француске и Индије током друге половине Хладног рата и шире. У Заливском рату, „јагуар“ је показао своју поузданост и био драгоцен ресурс коалиције. Авион је служио француском ваздухопловству као главни авион за јуришна дејства, до 1. јула 2005. године, а британском до краја априла 2007. Замењен је са Панавија торнадом и Јурофајтер тајфуном у британском ваздухопловству, а у француском са Рафалом. Индија планира да га у догледном року замени са неким модернијим авионом.

## Историја и развој
Програм „јагуара“ је почео у раним шездесетим годинама 20. века, као одговор на захтев британског ваздухопловства за обезбеђење напредног надзвучног авиона са млазним мотором за обуку и француског захтева за јефтин авион двоструке намене, за обуку и за лаку подршку. У обема земљама, учествовало је неколико компанија на тендеру за пројекат: Хокер Сидли и Фоланд из Британије, Бреге, Потез, Норд, и Дасо из Француске. Међусобни меморандум о разумевању, потписан је у мају 1965. године, о развоју два типа авиона, за обуку (тренера) на основу захтева ECAT (фр. École de Combat et d'Appui Tactique, и другог већег са променљивом геометријом AFVG (енгл. Anglo-French Variable Geometry).
Детаљни преговори на разним нивоима су довели до формирања Европског удружења за производњу школских и борбених авиона и за тактичку подршку. Затим је формирана „Европска компанија за производњу борбених и авиона за обуку за тактичку подршку“ SEPECAT У 1966. години, са заједничким улагањем између француске фирме Бреге и британских ваздухопловних корпорација за производњу змаја авиона. Бреге је, користећи своје искуство са Бреге Br.121, предложио је француски пројекат са карактеристичним стајним органима, а Британци су допринели својим решењима за посебно крило са високом узгонском механизацијом. Остале ваздухопловне компоненте су подељене између Брегеја и BAC-а, а авиони су финално склапани на двема производним линијама, једна у Британији, а једна у Француској. Међутим, да не би било дуплирања посла, свака компонента је имала само један извор. Британски авион за обуку је био захтевнији, са надзвучним перформансама и напредном и сложенијом опремом, а као резултат тога, концепција Бреге Br.121 је измењена на примену тањег крила, повећање носивости оружја и повећање потиска мотора и долета до 4.200 km. Посебна партнерство је направљено између фирми за производњу мотора Ројс-Ројса и Турбомеке, за реализацију одговарајућег погона преко развоја кооперацијског мотора Адур.
Преузимањем Брегеа од стране Дасоа, међународна сарадња је осигурала Дасоу извор финансирања и за његове независне програме Супер етандара и Миража F1, те им је сарадња на „Јагуару“ била веома важна.
Приближавање око првих поруџбина се тешко одвијало, између коопераната. Дилеме су биле и о односу броја примерака варијанти јадноседа и двоседа. На неки начин је испало олакшање за превазилажење тога проблема, немачка заинтересованост за варијанту за лаку подршку.
До октобра 1970. године, Британци су ревидирали своје захтеве на 165 примерака једноседа за подршку и 35 двоседа за обуку. Желели су да „јагуаром“ замене F-4 фантоме у блиској ваздушној подршци, тактичком извиђању и тактичким бомбардерским улогама и да тако ослободе све „фантоме“ само за намену противваздухопловне одбране. Захтеви за двоседа за обуку су значајно измењени, уз сагласност оба кооперанта, да буду значајно развијени, а претходне улоге су пребачене на школске авионе Алфа џета и BAE системс хоука. Французи су планирали да им „јагуар“ замени Етандара, а повећали су своју наруџбину на 40 примерака за морнаричку верзију, Јагуар М. Од тих наизглед различитих циљева дошло се до заједничког компромиса и дефинисан је надзвучни авион релативно високе технологије, оптимизиран за напад ваздух-земља/море са високом претњом окружењу.

## Прототипови
Развијено је осам прототипова, а први је полетео француски 8. септембра 1968. године. То је био двосед са моторима Адур прве производне верзије. Овај авион је касније, у треће лету, летео већом брзином од брзине звука, а изгубљен је на слетању 26. марта 1970. године, након пожара на моторима. Други прототип је полетео у фебруару 1969. године. Укупно три прототипа су приказана на изложби у Паризу исте године. Први француски прототип једноседа је полетео у марту 1969. године, а британски у октобру.
Прототип морнаричке варијанте, полетео је у новембру 1969. године. Та варијанта је логично имала ојачане стајне органе (због већих вертикалних брзина при слетању на брод), куку за хватање ужета за заустављање. Морнарички „Јагуар“ је изведен у варијантама једноседа и двоседа. После испитивања у Француској, следило је и у америчком опитном центру, за морнаричке авионе, где је оцењиван на носачу авиона и на земаљском катапулту за полетање. У јулу 1970. године, демонстрирао је полетање и слетање са француског носача Клемансоа. Из ових испитивања откривено је више проблема код прекида полетања, проблем управљања авионом при раду само једног мотора. Иако су предложена решења за побољшања мотора, морнарица је смањила првобитни план набавке од 100 на 60 примерака.
Осим тога, морнарички „јагуар“ је био скуп, релативно мало морнаричко ваздухопловство Француске није га могло финансирати. Дасо је 1971. године предложио Супер етандара, тврдећи да је једноставнији и јефтинији његов развој од постојећег Етандара IV, а у 1973. години, Француска морнарица је одлучила да га наручи уместо „јагуара“, иако растући трошкови Супер етендара су резултовали са поруџбином само 71 примерка, уместо планираних 100. Набавку морнаричких „јагуара“, Французи су отказали у 1973. години.

## Пројекат

### Општи опис
„Јагуар“ је у основи једносед, висококрилац, двомоторни авион, са високим стајним органима типа трицикл, главне ноге му се увлаче у гондоле централног дела трупа. Крило му је танко са аеропрофилом NACA 65A007. У својој оригиналној конфигурацији, имао је максималну масу у полетању од 15.000 kg. и поседовао борбени радијус са унутрашњим горивом до 850 km, што је било супериорно у односу на МиГ-27 и Су-30МК. Поседује спољне носаче опремљене за ношење оружја и другог терета укупне масе до 4.500 kg. Типично оружје које носи укључује ракетне лансере МАТРА LR.F2, бомбе BAP 100 mm, против радарске ракете МАТРА AS37, ИЦ ракете АИМ-9 сајдвиндер и касетне бомбе. Британски „јагуар“ је добио доста новог оружја током Заливског рата, укључујући противоклопне ракете CRV7 велике брзине и америчких касетне бомбе CBU-87. Коначно, „јагуар“ је опремљен са два француска топа DEFA, или алтернативно британски Аден топовима.
Извозни „јагуар“ имао необично алтернативно решење за спољне носаче, који се користе за ракете кратког домета ваздух-ваздух, као што је Матра R550 маџик или AIM-9 сајдвиндер. Овим решењем су носачи са горње стране крила, тако да се ослобађају носачи испод крила за друго оружје и терете.

### Мотор
„Јагуар“ покреће Двопроточни турбомлазни мотор Адур Mk 102, који је наменски развијен првенствено за тај авион. Посебно партнерство је направљен између моторских фирми Ролс-Ројса и Турбомеке за развиј Адоура, двовратилног турбовентилаторског мотора, опремљеног са допунским сагоревањем. За „јагуара“ је изабран погон са два мотора због веће поузданости, односно због повећања преживљавања. Због своје једноставности и начина уградње, лако се одржавају и брзо се замењују, за свега 30 минута. Наменски је мотор са високом двопроточношћу од 0,8, великим потиском у полетању, надзвучном лету и са смањеним ИЦ одразом.
Први лет прототипа „јагуара“ 8. септембра 1968. године, то је такође било и „ватрено крштење“ и за мотор. У свом почетном развоју мотор Адур је имао компликације са стабилности рада на режиму допунског сагоревања. Испитивање на авиону је показало спори одзив гаса, што је проблематично направило проблеме у ситуацији једног одустајања од слетања и продужења лета. Ови недостаци су отклоњени пре увођења „јагуара“ у оперативну употребу. У француској оперативној употреби, „јагуари“ су опремљени са оригиналним Mk.101 моторима. У Британији „јагуари“ користе Mk.102 моторе, са бољим карактеристикама управљања радом на режиму допунског сагоревању. У 1974. години, Британци су увели његову дограђену варијанту Мк.104. Поново су 1999. године, увели Мк.106, са побољшаним перформансама.
Адур је развијен у обе варијанте, са допунским сагоревањем и без њега. Мотор Адур, у овим опцијама, има већи број примена на летелицама различитих категорија и намена, чак и на беспилотној летелици нЕУРОн.

### Опрема
Док се на оперативним позорницама, као што је Заливски рат, „јагуар“ показао поузданији и робуснији у механичком сегменту од Панавиа торнада, опрема му је била слаба страна за спровођење мисија. Због оригиналних недостатака у „јагуаровој“ навигацији и аквизицији циљева, француске авионе је морао „водити“ у мисијама Мираж F1CR, извиђач. Британски „јагуари“ су мали вредан заједнички успех, одред од 12 авиона, направио је 612 борбених летова, без губитака. Међутим, значајне промене су направљене током и непосредно после рата.
Због застарелих навигационих система није било могуће обезбедити потребну тачност, како француских и британских „јагуара“, па су исти убрзо модификовани са увођењем GPS пријемника. Пре 1995. године, за НАТО бомбардовање у Босни и Херцеговини, познатом као операција Намерна сила, десетак „јагуара“ су надограђени са могућношћу да носе контејнер са ласерским означивачем циља TIALD. Убрзо након тога, Британци су надоградили своје „јагуаре“ на унификовани стандард, укључујући и TIALD. Та даља надоградња је обухватила и модернизацију приказивачких система у кабини и на кациги пилота.
Један „јагуар“ је претворен у летећу лабораторију истраживања и доказивања „технологије активног управљања“ (ACT) са електричним командама лета и са аутоматском изменом аеродинамичке конфигурације, која подразумева и феномен нестабилне аеродинамичке конфигурације. Циљ тих истраживања је био добијање нових технологија и њихова примена на пројекту Јурофајтер тајфун.

## Варијанте
Јагуар А
Једносед за тактичке нападе, на земаљске циљеве, намењен за француско ваздухопловство. Произведена су два прототипа и 160 серијских примерака.
Јагуар B / Јагуар T2
Двосед верзија за обуку, намењен за британско ваздухопловство. Развијен један прототип и 38 серијских примерака. Секундарна намена му је за борбу ваздух-земља. Два лете у опитној пилотској школи и један у Институту за ваздухопловну медицину. Опремљен је са системом за допуну горива у лету и са једним Аден топом.
Јагуар T2A
Јагуар T2 надоградњом сличном GR1A, реализовано је 14 примерака конверзијом из Т2.
Јагуар T2B
Два Јагуара T2A, што је незваничан назив, опремљена су са системом TIALD.
Јагуар T4
Јагуар T2A надограђен у стандард Јагуар 96.
Јагуар E
Верзија двоседа за француско ваздухопловство, развијена су два прототипа двоседа и произведено је 40 серијских примерака.
Јагуар S / Јагуар GR1
Једносед искључиво за нападе ваздух-земља, произведено је 165 примерака за британско ваздухопловство. Опремљен је са системом навигације и нападним подсистемом (NAVWASS), без употребе радара. То је Ферантијев „ласерски проналазач и обележивач циља“, додат је у носном делу трупа у току производње. Интегрисани су мотори Адурr Mk 104 1978. године.
Јагуар GR1A
Јагуар GR1 са навигационим системом (NAVWASS II), надограђен са системима пасивне против ИЦ и радарске заштите и са системом за електронско ратовање. Конвертовано је 75 авиона у стандард GR1.
Јагуар GR1B
Десет примерака GR1 је модификовано да носи контејнер са системом .
Јагуар GR3
Јагуар 96 надограђена је опрема на GR1A.
Јагуар GR3A
Јагуар 97, добијен је надограђивањем опреме на GR1B/GR3.
Јагуар M
Прототип морнаричког једноседа за подршку, за француску морнарицу. Произведен је само један примерак.
Јагуар авион лабораторија
За истраживање технологије активног управљања конфигурацијом. Један примерак је конвертован у тај авион лабораторију.
Јагуар за извоз (интернационални)
Извозне верзије базиране на Јагуару S или Јагуару B.
Јагуар ES
Извозна верзија од Јагуара S за ваздухопловство Еквадора. Произведено 10 примерака.
Јагуар EB
Извозна верзија од Јагуара B, за ваздухопловство Еквадора. Произведено два примерка.
Јагуар S(O)
Извозна верзија од Јагуара S, за ратно ваздухопловство Омана. Произведено двадесет примерака.
Јагуар B(O)
Извозна верзија од Јагуара B, за ратно ваздухопловство Омана. Произведено четири примерка.
Јагуар IS
Једносед за дејство ваздух-земља у свим временским условима, за ратно ваздухопловство Индије. Произведено 35 примерака, у BAe. и 89 у Индији.
Јагуар IB
Двосед за обуку, за индијско ваздухопловство. Произведено 5 примерака, у BAe и 27 у Индији.
Јагуар IM
Морнарички једносед, за противбродску борбу, за индијско ваздухопловство. Опремљен Агава радаром и носи противбродске ракете Си игл. Произведена су 12 примерака у Индији.
Јагуар SN
Извозна верзија од Јагуара S, за ратно ваздухопловство Нигерије. Произведено 13 примерака.
Јагуар BN
Извозна верзија од Јагуара B, за ратно ваздухопловство Нигерије. Произведено 5 примерака.

## Оперативна употреба

### Француска
Француско ваздухопловство је примило прву испоруку једног једноседа, у јануару 1973. године, од укупне поруџбине 160 примерака, а за прелазну обуку примили су 40 двоседа Jaguar E. Нису се ослањали на „јагуара“ за ношење нуклеарне бомбе, већ на свој Мираж IV, а касније на Мираж 2000N.
Њихови „јагуари“ су се користили за дејство са електронским контра мерама, поседујући опрему ометање навођења непријатељских ракета. Ти авиони су били способни да се задрже дуго у ваздуху, узимајући гориво у току лета.
Француској „јагуари“ су често били распоређени у „одбрани националних интереса“ у Африци током седамдесетих године 20. века. „Јагуаров“ борбени деби је био у борби у Мауританији у децембру 1977. године. У августу 1978. године, основана је ескадрила за брзо реаговање и размештај у подршци француских снага, било где у свету.
У сукобима у Чаду, Француска је била укључена неколико година, са 2.000 људи заједно са хеликоптерима и авионима типа „јагуар“. „Јагуари“ су били распоређени у Чаду у 1978. години и ангажовани у мају и јуну, значајно доприносећи у заустављању офанзиве од противничких снага. Тада је један авион оборен, али пилот је пронађен и спашен хеликоптером.
У даљој војној акцији у региону, „јагуари“ су распоређени у Бангуи, Централноафричка Република, у 1983. години. „Јагуари“ су напали 25. јануара 1984. године, побуњеничку колону која се повлачила након напада на град Зигеи. Један авион је оборен и пилот, капетан Мишел Кроки је убијен. Либијци негирају умешаност у те инциденте. Покренут је већи напад 16. фебруара 1986. године, са 11 „јагуара“, у пратњи ловаца Миража F-1 и подржаних од стране авиона танкера за доливање горива у ваздуху. Напад је извршен на аеродром у Вади Доум, који су Либијци користили у Северном Чаду. У одговору на либијске упаде, други удар је извршен 7. јануара 1987. године, када су „јагуари“ уништили либијске радаре са пројектилима. „Јагуари“ стационирани у Нџамена, били су циљ либијске саботаже због њихове ефикасности против непријатељских снага, али су ти сви покушаји били неуспешни.
Како Француска није била чланица НАТО савеза, заједничке операције са британским „јагуарима“ су биле ограничене у 1980. години. Међутим, „јагуари“ из Француске су били послати да учествују у неколико коалиционих кампањама у 1990. години, у Заливском рату 1991. године, све до агресије на Србију 1999. године. У операцији НАТО бомбардовања Републике Српске у 1995. године, шест „јагуара“, стационираних у Италији, спроведена је са 63 напада. Последњи „јагуар“ из оперативне употребе у француској је повучен 2005. године и замењен је са Рафалом.

### Велика Британија
Британско ваздухопловство је прихватило испоруке првих 165 једноседа Јагуар GR1 (званична ознака Јагуар С) у 1974. години. Ово је допуњено са 35 двоседа за обуку, Јагуар Т2 (претходно Јагуар B). Јагуарr S и B је свеобухватнији за нападна дејства од типова А и Е који се користе у француском ваздухопловству. Британски „јагуари“ су коришћени у брзој примени регионалног јачања, а друга намена су тактички нуклеарни удари, носећи WE.177 бомбу.
Почев од 1975. године, у 6. ескадрили, затим 54. ескадрили, из резервног састава и 226. ескадрили за преобуку у мирнодопским условима, „јагуари“ су проглашени оперативним са британским нуклеарним оружјем WE.177. Четрнаеста, 17., 20. и 31. ескадрила су оформљене и наоружане са „јагуарима“, плус и центар за обуку, 1977. године. Свака ескадрила, од дванаест авиона, била је опремљена са осам WE.177 атомских бомби. Две остале јединице, 2. и 41. ескадриле, су првенствено имале намену тактичког извиђања. После 1975. године, ескадрила за обуку је добила борбену намену. Постала је оперативна ескадрила прве линије, са 12 авиона „јагуар“ и са осам WE.177 нуклеарних бомби, као и са разним осталим конвенционалним оружјем.
У априлу 1975. године, један „јагуар“ је коришћен за испитивање могућности слетања изван аеродромских стаза. У тој функцији је више пута полетао и слетао користећи аутопут, под пуним оптерећењем са наоружањем. То је рађено за случај употребе у већим европским сукобима, а не за редовну експлоатацију. У претпостављеном европском рату високог интензитета улога „јагуара“ би била да се подрже снаге на континенту у отпору совјетима при нападу на западну Европу. Очигледно несразмера између броја ваздухоплова и нуклеарних бомби је била последица претпоставке да ће бити једна трећина „јагуара“ изгубљени у раној фази конвенционалног дела сукоба, остављајући могућност да преживели буду довољни да понесу залиху од 56 нуклеарних бомби.
Од децембра 1983. године, 75 Јагуара GR1 и 14 GR1 су ажурирани на стандарде GR1A и T2A са напада-навигационим системима FIN1064, који су заменили претходни NAVWASS. Отприлике у исто време, већина је била, такође опремљена моторима Адур 104 и ракетама ваздух-ваздух AIM-9 сајдвиндер, са носачима на горњаци крила.
Британци су крајем 1984. године, „јагуаре“ заменили у 17., 20. и 31 ескадрили са авионима Торнадо GR.1, са задржаном наменом за случај рата. У друге две јединице, стациониране у Немачкој, 14. и 2. ескадрила, следиле су замене са авионима на исти начин у 1985. и 1989. години, те су остали оперативни „јагуари“ још у 6., 41. и 54. ескадрили.
У 1991. години, 12. британских „јагуара“ учествовало је у Заливском рату. Због искрсле потребе, 1994. године, у циљу оспособљавања за дејство са ласерски вођеним бомбама, 10 Јагуара GR1A и два Јагуара T2A су надограђени са том могућношћу и TIALD контејнерима и ти репројектовани Јагуар GR1Б и Јагуар T2Б, распоређени су у Италији у августу да учествују у операцији бомбардовања босанских Срба. Током НАТО бомбардовања Републике Српске, „јагуари“ из 41. ескадриле, приви бомбардују на тлу Европе, после Првог светског рата, педесет година пре тога је било таквих операција.
Након успешне надоградње у GR1Б/T2Б, Британци су покренули план за модернизацију својих „јагуара“ на јединствен стандард, укључујући побољшања уведена на неким авионима током Заливског рата, заједно са додавањем доприноса од TIALD и новог извиђачког контејнера. Надоградња је била у два дела, привремени GR3 (Јагуар 96), додат је нови горњи приказивач (HUD), ново управљање нишаном, интегрисан је GPS и систем за мерење и приказивање висине терена и подаци за навигацију TERPROM. То је изведено је у два стандарда. Додатно унапређен Јагуар GR3A (такође познат као Јагуару 97) је са системом TIALD, дигиталним извиђањем, са приказивачем на визиру шлема, побољшаним приказивачима у кабини, слој везама и са побољшаним ноћним наочарима. Сви авиони GR3A су накнадно опремани са новим мотором Адоур 106.
„Јагуари“ нису имали борбену употребу у Ирачком рату 2003. Били су планирали да се користе из Турских база, на северни део Ирака, али је Турска одбила коришћење својих аеродрома и напад са севера је отказан. Захтеви у Великој Британији да смањи војни буџет, довео је до детаљних нових планова 21. јула 2004. године, према којима је произилазило да се повуку из употребе и Јагуари до 2007. Последњи званични војни лет тога авиона десио се 20. децембра 2007. године.

### Индија
Индија се изјаснила као могући купац „јагуара“, још 1968. године, али су чекали пошто још није била поуздано јасна његова будућност. Међутим, касније су постали највећи купац, у 1978. години. „Јагуар“ је добио предност испред Миража F-1 и Саба вигена, после дугих и тешких преговора. Уговорена је сарадња за производњу 40 „јагуара“ у Европи, у Вортону (британија) и 120 у Бангалору у Индији, по лиценцној документацији.
Као привремену меру, Британци су позајмили 18 примерака „јагуара“ Индијском ваздухопловству. Прва два авиона позајмљена су још 27. јула 1979. године. Друга серија авиона, за индијско ваздухопловство, изграђени у Вортону у 40 примерака, а први авион од њих испоручен је у марту 1981. године. Прва индијска испорука је била у мају 1981. године. У следећим фазама више авиона је изграђено у Индији, у односу на Европу.
Индијски „Јагуари“ су коришћени за извршавање мисија извиђања у подршци мировним снагама у Шри Ланки између 1987. и 1990. Они су касније имали активну улогу у 1999. У рату са Пакистаном, падајуће и ласерски вођене бомбе су коришћене у акцији „напади авиона са дубоким продирањем у непријатељску територију“. Јагуар се такође користи, са мањим бројем примерака, за против-бродску намену, опремљен је са ракетама Си игл. Јагуар је и даље важна карика одбране индијске војске, заједно са авионом Мираж 2000. Намењен као један од ретких авиона способних за обављање улоге нуклеарних напада са разумним шансама за успех. Међутим, она је наводно одбачена од индијске војске као активна платформа за нуклеарну бомбу због неиспуњавања услова за висину подвешавања (клиренс).
Као код старих авиона, недостају одговарајуће компоненте за савремене мисије напада са мале висине, као што су праћење терена, радар, GPS навигација, и модерни системи за ноћни лет. Према томе, неколико надоградњи су обављене средином деведесетих година 20. века, укључујући и контејнер за проналажење и гађање циља. Индија је наручила додатних 17 надограђених авиона „Јагуар“, код своје ваздухопловне индустрије у 1999. години и додатних 20, у периоду 2001—2002. Индијско ваздухопловство планира да унапреди до 120 примерака „Јагуара“ постављањем моћнијих мотора, Адур Mk821 или Хоневел F125IN, да би им побољшали перформансе, посебно на средњим висинама.

### Заливски рат
Након инвазије на Кувајт, 9. августа 1990. године, британска влада је расподелила 12 примерака Јагуар GR1A и 12 Торнадо F3, на Блиски исток, у операцији Гранби, Ове летелице су биле распоређене у авиобазама у Оману и Бахреину. Ескадрила Торнада GR1 уведена је у операције у регион 23. августа 1990. године, чија ефикасност је доведена у питање због високих температура. Старији авиони Буканир су отпремљени у јануару 1991. године да делују као ласерски обележачи циљева, за ваздухопловне нападе ваздух-земља. Британски „јагуари“ су добили одређено ново оружје током Заливског рата, укључујући брзе ракете CRV7 и америчке касетне бомбе CBU-87, пошто су постојеће британске BL755 бомбе пројектоване за бацање са малих висина лета, те су биле неповољне за услове дејства. У току тога рата дејствовано је са безбеднијих већих висина лета. Британски одред од 12 „јагуара“ је направио 612 борбених летова летова, без иједног губитка.
Француска се такође обавезала да ангажовати војне потенцијале у коалицији, у октобру 1990. године, 8 авиона „јагуар“, заједно са неколико извиђачких авиона Миража F1CR су размештени на Блиском истоку. Ти авиони су поседовали напредну опрему, деловали су као водичи за „јагуара“. Због застарелог система за навигацију исти нису били у стању да обезбеде потребну тачност, па су француски и британски „јагуари“ убрзо модификовани са GPS пријемницима. Француски „јагуари“ су постали респективна сила, у Саудијској Арабији, до максималног броја од 28 примерака, који су реализовали 615 борбених летова. При извршавању тих задатака један „јагуар“ је оштећен од стране ирачке ракете земља-ваздух. Типични циљеви су им били ирачке оклопне јединице, положаји ракета Скад и бродови.
Француски 12 јагуара су бомбардовали ваздухопловну базу Ахмед Ал Џабер, 15. јануара 1991. године, три су оштећена у току нападу, али су се сви вратили у базу. Британски „јагуари“ и Панавија торнадо напали су неколико ракетних батерија у Кувајту, 26. јануара, у припреми за ослобађање од Ирачана. На 30. два РАФ Британска два „јагуара“ су уништили брод, наоружан са ракетама и топовима. Ирачка републиканска гарда, укопана на Кувајтско-Саудијској граници, била је изложена непрекидном и интензивном бомбардовању недељама одстране „јагуара“, да бих их деморалисали. „Јагуари“ су такође обављали драгоцено извиђање у борбеној зони за коалиционе снаге. Обе нације су повукле „јагуаре“ из регије, у марту 1991. године, на крају кампање.

### Остали сукоби
У раном развоју, „јагуар“ је био намењен за извоз у иностранство, између осталих и за потребе земаља у развоју. За време прототипског развоја 1969. године, формални контакти су учињени са Швајцарском, Индијом, Јапаном, Аустралијом, Холандијом, Белгијом и Немачком. Јапан је почео преговоре за лиценцну производњу „јагуара“, али су ти планови пропали делом због високих финансијских потраживања, корпорације SEPECAT. Покушај да Турска производи „јагуаре“ по лиценци за своје потребе такође је пропао. Покушаји за извоз у Кувајт и Пакистан нису реализовани. Кувајт је првобитно био планирао 50 „јагуара“ и 16 Миража 5. Пакистан је желео „јагуара“ после одбијања Америке да им прода своје летелице A-7 курсера II, због ембарга на њихов увоз оружја. На крају се Пакистан определио за француски Мираж 5.
„Јагуари“ су успешно продати и прекоморским земљама, као што је Индија. Извозна верзија је продата Еквадору, Нигерији и Оману. Еквадор је једина латиноамеричка држава која га је купила и то 10 једноседа и 2 два двоседа, који су званично названи варијанте, званично означени Jaguars ES and EB. Први је испоручен у јануару 1977. године, од дванаест уговорених авиона. Ови авиони су углавном коришћени за копнене нападе и повремене задатке одбране ваздушног простора, током кризе са Перуом у 1995. години, али главни део флоте држан као борбена резерва, у случају проширења сукоба. Нигерија је наручила 13 једноседа Јагуар SN и 5 двоседа Јагуар BN, достављен им је први у мају 1984. године. Касније је поручено још 18 примерака, што је после отказано. Неки од ових авиона су повучени из оперативне употребе због економске кризе, а преостали су припремљени за препродају. Оманско, као и Еквадорско ваздухопловство, наручило је 10 једноседа и 2 два двоседа, у варијантама Јагуар OS и Јагуар OB, прва испорука је била у марту 1977. године.

## Корисници

### Садашњи корисници
- Индија
  - 5. ескадрила, произведени у Британији Јагуар IS и IB, од августа 1981. године.[106]
  - 6. ескадрила, (Јагуар IM, IS, IB) од 1987. године.[107]
  - 14. ескадрила, оперативна од септембра 1980. године, позајмљени од Британаца Јагуари GR1 и T2, и замењени са директним снабдевањем са Јагуарима IS и IB од марта 1981. године.[106]
  - 16. ескадрила, из индијске производње Јагуари IS и IB од октобра 1986. године.[106]
  - 27. ескадрила, из индијске производње Јагуари IS и IB од јуна 1985. године.[106]
  - 224. ескадрила.[86]
- Оман – је купио 10 Јагуара OS и два Јагуара OB 1974. године, идентично и 1980. После су им додали британске авионе Јагуаре T2 и GR1 у 1982. години и 1986.[55][108] Омански Јагуари су доведени на стандард GR3A, током 1990. године.[109]
  - 8. ескадрила.[55]
  - 20. ескадрила.[55]

### Бивши корисници
- Еквадор – је наручио 10 једноседа EB и два двоседа ES у 1974. години, који су испоручени у у 1977. години. Такође је купио 3 бивша британска Јагуара GR.1 у 1991. години.[54][108]
  - 2111. бомбардерска ескадрила.[54]

- Француска – је повукла из употребе свог ваздухопловства, односно из њених јединица:
  - Ескадрила из 3/3 у Ненсију (1977–1987)[110]
  - Ловачка ескадрила 1/7 у Прованси. Опремљена јагуарима у мају 1973. године, а проглашени оперативним у септембру 1974.[110] Избачен је из наоружања у јулу 2005. године.[111]
  - Ескадрила 2/7, са Јагуарима OCU, формирана је у октобру 1974. године.[112] Избачени су из наоружања у јуну 2001. године.[111]
  - Ескадрила 3/7, је примила прве Јагуаре у марту 1974. године, а уведени су у оперативну употребу у јулу 1975. године.[113] Та јединица је расформирана у јулу 1997. године.[111]
  - Ескадрила 4/7, формирана је у априлу 1980. године, а расформирана је у јулу 1989. године.[114]
  - Ескадрила 1/11, била је оперативна марта 1976. године.[115] Расформирана је у јулу 1994. године.[111]
  - Ескадрила 2/11, била је оперативна јуна 1977. године.[116] Расформирана је у јулу 1996. године.[111]
  - Ескадрила 3/11, прихватила је Јагуаре у фебруару 1975. године.[116] Расформирана је у јулу 1997. године.[111]
  - Ескадрила 4/11, формирана је у августу 1978. године, а расформирана је у јуну 1992.[117]
- Нигерија – је наручила 13 Јагуара SN и 5 Jaguar BN у 1983. години, са испоруком у 1984, са њима су опремили једну ескадрилу.[55][108] Повучени су из оперативне употребе у 1991. години, из економских разлога.[55]

- Уједињено Краљевство – ратно ваздухопловство је повукло из употребе све авионе типа „Јагуар“:
  - 2. ескадрила, у њему су „Јагуари“ заменили авионе F-4 фантоме у Немачкој у 1976. години, са главном наменом тактичког извиђања. Они су затим замењени са Панавија торнадом у 1988.[36]
  - 6. ескадрила у октобру 1974. године, преквалификована је намену подршке ваздух.земља.[118] У мају 2007. године је расформирана.[119]
  - 4. ескадрила је опремљена са „Јагуарима“ у 1974. години, са лоцирањем у Немачкој. Ти „Јагуари“ су замењени са Панавија торнадом у 1985. години.[118]
  - 16. ескадрила је формирана, а расформирана у марту 2005. године.[120][121]
  - 17. ескадрила је пренаоружана са „Јагуарима“ уместо F-4 фантома 1975. и 1976. године, а касније са Панавија торнадом у 1984–1985. години.[118]
  - 20. ескадрила је формирана у фебруару 1977. године, у улози подршке, расформирана је у јуну 1984.[120]
  - 31. ескадрила је заменила F-4 фантоме, са „Јагуарима“, па после је увела Панавија торнадо у 1984.[120]
  - 41. ескадрила се опремила 1976. години за намену извиђања.[120] Избацила их је из употребе у 2006. години.[122]
  - 54. ескадрила се опрема у марту 1974. године, у улози подршке, премешта се 1974.[120] Укида се у марту 2005.[121]
  - 226. ескадрила је оперативна јединица за преобуку, у октобру 1974. године и промењена је у 16. ескадрилу у септембру 1991.[120]
  - Група за преобуку на „Јагуару“.[120]
  - Школа за пробне пилоте.[123]

## Карактеристике (Јагуар А)
Подаци су и из познатог интернационалног ваздухопловног годишњака Jane's, за авионе у свету 1980—1981 године, Одељак ваздухопловстава НАТО и других држава западног света, за авионе у периоду Хладног рата

### Опште карактеристике
- Посада: Један / Два
- Дужина: 16,83
- Размах: 8,68
- Висина: 4,89
- Површина: 24,18
- Виткост: 3,12:1
- Маса празног: 7.000
- Маса у нормалном полетању: 10.954
- Мах маса у полетању: 15.700
- Погон: 2 мотора × Ролс-Ројс/Турбомека Адур Mk 102
  - Потисак без допунског сагоревања: 2 × 22,75 kN
  - Потисак са допунским сагоревањем: 2 × 32,5

### Перформансе
- Максимална брзина: 1.699 km/h М=1,6 (лет на висини 11.000 m)
- Борбени радијус: 908 km (лет све ниско, са спољним резервоарима горива)
- Долет: 3.524
- Плафон лета: 14.000
- Достиже висину од 9.145 m, за: 1  и 30

### Наоружање
- Топ: 2× 30 mm DEFA бојеви комплет 150 граната/по топу
- Спољних носача: 5 укупно: 4× испод крила и 1× у равни симетрије испод трупа носивости 4.500 kg. Комбинације носивости су:
  - Невођене ракете: 8× Матра лансери, са по 18× пројектила од 68 mm
  - Вођене ракете: AS.37. мартел против-радарске или
  - AS-30L ласерски вођене ваздух земља.
  - 2× R550 маџик вазсух-ваздух ИЦ ракете кратког домета, носачи су изнад крила.
  - Бомбе:
    - разне варијанте ношења ласерски вођених бомби или
      - 2× WE177A нуклеарне бомбе
      - 1× AN-52 нуклеарна бомба

  - Остало: контејнери са: ECM опремом за противелектронска дејства, извиђачком опремом, ATLIS ласерски/електрооптички трагач, резервоари допунског горива.